# 乔治五世之死及葬礼
联合王国及自治领国王兼印度皇帝乔治五世于1936年1月20日驾崩。其葬礼于1936年1月20日在溫莎城堡圣乔治礼拜堂举行。

## 重病驾崩
自第一次世界大战开始，乔治五世患了多次重病。乔治五世的慢性支气管炎因吸烟而恶化。1935年开始，乔治五世偶尔必须要使用床边的吸氧器 。到那年年底，他的私人医生宾夕法尼亚的道森子爵告诉首相斯坦利·鲍德温，国王正在“收拾行李，准备离开”。
1936年新年，乔治五世在诺福克郡的桑德灵厄姆宫卧病在床。玛丽王后在1月16-17日召见了王室成员。1月20日21点25分，道森子爵在菜单卡背面写了一份新闻公告；“国王的生命正在平静地走向终结”。乔治国王于23点55分去世，女王和他的孩子们在他的床边，坎特伯雷大主教科兹莫·兰正在背诵祈祷文。
几十年后的1986年，道森子爵的日记首次被公开。让大众得知道森子爵添加了致死剂量的吗啡及可卡因来加速乔治五世的死亡，目的是在早报上发布公告，而不是“不太合适的晚报”。日记中也临终揭示了国王的遗言“该死的你”（God damn you!）。

## 遗体转移
1月22日，乔治五世的遗体被转移至桑德灵厄姆圣玛丽亚·抹大拉教堂，在庄园工作人员的仪仗队的陪同下过夜。23日，棺材在从教堂约2.5 英里（4 公里）的游行中被运往到沃尔弗顿火车站，爱德华八世国王和他的兄弟们走在后面，其他皇室成员乘坐马车。陪同的还有已故国王的灰色小马乔克，由一名马夫领着，他的鹦鹉夏洛特，他的笼子由一名仆人抬着。
葬礼列车由2847号海明翰大厅B17型机车牵引，抵达伦敦国王十字火车站，然后棺材被装在掷弹兵卫队护送的枪车上，与爱德华八世国王和乔治五世的遗体一起穿过拥挤但寂静的街道，爱德华的兄弟们走在后面，四点钟到达威斯敏斯特教堂。当棺材被卫兵抬进大厅时，帝国皇冠上的马耳他十字架掉落在街上；有人听见爱德华八世惊呼“天哪！接下来会发生什么？”。

## 公众瞻仰
一进入威斯敏斯特教堂的大厅，威斯敏斯特教堂及皇家教堂的合唱团为国王歌颂了诗篇 103。在玛丽王后的建议下，坎特伯雷大主教主持了一场简短的礼拜，其中包括赞美诗《赞美我的灵魂，天上的君王》。王室成员离去后，由英国大法官和英国下议院议长率领的国会议员率先列队经过灵塔致哀。跟在他们后面的是普通市民，他们在威斯敏斯特的街道上排起了十五排长队；在公众瞻仰的四天里，约809,182人来到大厅。来伦敦参加葬礼的还有来自海外的皇室成员和政要。大厅的门最终于1月28日星期二凌晨04:00关闭。

### 王子守夜
在此期间，国王的棺木由十二个人看守（四名近卫队侍卫、四名侍卫和四名内务部军官/要么是步兵，要么是内务骑兵。）。看守人每20分钟交替一次（除了约门看守）。午夜时分，在白金汉宫参加了包括五位国王在内的来访的政要国宴后，乔治五世幸存的四个儿子国王爱德华八世、约克公爵阿尔伯特王子、格洛斯特公爵亨利王子、肯特公爵乔治王子与四位看守人交替。他们分别穿着第10皇家骠骑兵团、皇家海军、威爾斯衛隊、蘇格蘭衛隊的制服。据报道，许多哀悼者并没有认出新国王及王子们。

## 葬礼仪式
乔治五世的葬礼基本上十分简单，并没有演奏任何国歌，这是其他皇室葬礼不同的一个特点。取而代之的是，包括一首会众赞美诗，与我同在。最后的葬礼句子，我听到来自天堂的声音，是由约翰·戈斯爵士根据背景演唱的，而不是威廉·克罗夫特的传统音乐。在嘉德纹章官宣读了已故国王的风格后，演唱了亨利·韦尔夫·戴维爵士的主会在我头上。
1939 年 2 月 27 日，乔治国王的遗体最初被安葬在圣乔治礼拜堂下方的皇家金库中，随后被转移到北中 殿过道的一个巨大的石棺中。 它的上方是乔治和玛丽的坟墓雕像，由威廉·里德·迪克爵士（1878-1961）雕刻。1953年3月31日，玛丽王后在圣乔治教堂举行葬礼后，被安葬在她丈夫旁边。
该服务在BBC电台现场直播，并在整个帝国转播；葬礼游行的新闻片后来也在电影院放映。全国各地的教堂和礼拜堂都举行了普世追悼会，为此印刷了一种特殊的“服务形式”，“在葬礼当天或八度内最方便的日子，由国王陛下使用”特别指挥”。

## 出席人物
根据伦敦公报所报道的人物。

### 英国王室
- 王太后玛丽，国王乔治五世遗孀
  -  国王爱德华八世，国王乔治五世之子
  -  约克公爵阿尔伯特王子，国王乔治五世之子
 约克公爵夫人伊丽莎白，国王乔治五世儿媳
    -  约克的伊丽莎白公主，国王乔治五世孙女

  -  哈伍德伯爵夫人玛丽长公主，国王乔治五世之女
 哈伍德伯爵亨利·拉赛尔斯，国王乔治五世女婿
    -  拉赛尔斯子爵乔治·拉赛尔斯，国王乔治五世外孙
    -  杰拉尔德·拉塞尔斯阁下，国王乔治五世外孙

  -  格洛斯特公爵亨利王子，国王乔治五世之子
 格洛斯特公爵夫人爱丽丝王妃，国王乔治五世儿媳
  -  肯特公爵乔治王子，国王乔治五世之子
 肯特公爵夫人玛丽娜，国王乔治五世儿媳
- 康诺特的亚瑟王子，国王乔治五世侄子
 法夫女公爵亚历山德拉公主，国王乔治五世侄女
  -  迈克达夫伯爵阿拉斯泰尔·温莎，国王乔治五世侄孙
- 索瑟斯克伯爵夫人莫德公主，国王乔治五世侄女
 索瑟斯克伯爵查尔斯·卡内基，国王乔治五世侄女婿
- 石勒苏益格-荷尔斯泰因的海伦娜·维多利亚公主，国王乔治五世表妹
- 石勒苏益格-荷尔斯泰因的玛丽·路易丝公主，国王乔治五世表妹
- 帕特里夏·拉姆齐夫人，国王乔治五世堂妹
  -  马尔斯的亚历山大·拉姆齐，国王乔治五世侄子
- 阿斯隆伯爵亚历山大·剑桥，国王乔治五世小舅子
 阿斯隆伯爵夫人爱丽丝公主，国王乔治五世堂妹
  -  梅·亚伯·史密斯夫人，国王乔治五世侄女
 亨利·亚伯·史密斯，国王乔治五世侄女婿

### 特克-剑桥家族
- 剑桥侯爵乔治·剑桥，国王乔治五世侄子
 剑桥侯爵夫人多罗西亚·黑斯廷斯，国王乔治五世侄媳
  -  玛丽·剑桥女勋爵，国王乔治五世侄孙女
- 博福特公爵夫人玛丽·萨默塞特，国王乔治六世表妹
 博福特公爵亨利·萨默塞特，国王乔治六世表妹夫
- 海伦娜·吉布斯夫人，国王乔治五世侄女
- 弗雷德里克·剑桥勋爵，国王乔治五世侄子

### 蒙巴顿家族
- 卡里斯布鲁克侯爵亚历山大·蒙巴顿，国王乔治五世表弟
  -  伊莲·蒙巴顿女勋爵，国王乔治五世侄女
- 米爾福德黑文侯爵夫人维多利亚公主，国王乔治五世表妹
  -  米尔福德黑文侯爵乔治·蒙巴顿，国王乔治五世侄子
 米爾福德黑文侯爵夫人娜傑達·蒙巴頓，国王乔治五世侄媳
  -  路易·蒙巴顿勋爵，国王乔治五世侄子

### 外国王室
- 丹麦及冰岛国王克里斯蒂安十世，国王乔治五世表弟
  -  丹麦及冰岛王储英格丽德王妃，国王乔治五世侄女
- 丹麦及冰岛的亚斯里王子，国王乔治五世表弟
- 维多利亚·欧珍妮王后，国王乔治五世表妹
- 加列拉公爵夫人贝娅特丽丝公主，国王乔治五世堂妹
 加列拉公爵阿方索王子，国王乔治五世堂妹夫
  -  西班牙的阿爾瓦羅王子，国王乔治五世侄子
- 萨克森-科堡-哥达公爵卡尔·爱德华，国王乔治五世堂弟
 萨克森-科堡-哥达公爵夫人维多利亚·阿德莱德，国王乔治五世堂弟媳
- 希腊及丹麦的乔治王子，国王乔治五世表弟
- 希腊及丹麦的尼古拉奥斯王子，国王乔治五世表弟
  -  南斯拉夫摄政王保罗王子，国王乔治五世表弟
- 希腊的保罗王储，国王乔治五世表弟（代表乔治二世）
- 罗马尼亚国王卡羅爾二世，国王乔治五世表弟
- 瑞典王储妃路易丝·蒙巴顿，国王乔治五世表妹
 古斯塔夫·阿道夫王子，国王乔治五世表妹夫（前堂妹夫，代表古斯塔夫五世）
- 黑森王世子格奥尔格·多纳图斯，国王乔治五世表弟
- 汉诺威亲王恩斯特·奥古斯特，国王乔治五世表弟
- 德米特里·巴甫洛维奇·罗曼诺夫大公，国王乔治五世表弟
- 普鲁士的弗雷德里希王子，国王乔治五世表弟
- 卢森堡的菲利克斯亲王，国王乔治五世表妹夫（代表夏洛特女大公）
- 比利时国王利奥波德三世，国王乔治五世堂弟
- 弗兰德伯爵夏尔王子，国王乔治五世堂弟
- 保加利亚沙皇鲍里斯，国王乔治五世堂弟
- 内穆尔公爵夏尔-菲利普王子，国王乔治五世表弟
- 皮埃蒙特亲王翁贝托王子，国王乔治五世堂妹夫（代表维托里奥·埃曼努埃莱三世）
- 赛义德亲王法鲁克王子（代表福阿德一世）
- 扎伊德·本·侯赛因王子（代表加齐·伊本·费萨尔）
- 楚阿拉·查克拉帮色王子（代表拉玛八世）
- 薩利赫·多希什蒂（代表索古一世）
- 布拉干萨公爵杜阿尔特二世·怒若，国王乔治五世远亲
- 薩旺瓦迪拉惹
- 丹加德拉大君
- 温迪施-格雷茨的弗朗茨亲王
- 恩斯特·吕迪格·星海贝格亲王

## 文献来源

### Sources
- Bradford, Sarah. . London: Weidenfeld and Nicolson. 1989: 149. ISBN 978-0-297-79667-1.
- Makin, William J. . London: George Newnes Limited. 1936  [2023-02-28]. （原始内容存档于2023-02-28）.
- Range, Matthias. . Woodbridge, Suffolk: Boydell Press. 2016: 268. ISBN 978-1783270927.
- Rose, Kenneth. . London: Weidenfeld and Nicolson. 1983. ISBN 978-0-297-78245-2.